# Hasseltse VV
Hasseltse VV was een Belgische voetbalclub uit Hasselt. De club was aangesloten bij de KBVB met stamnummer 65. Hasseltse speelde in zijn geschiedenis twee decennia in de nationale reeksen. De club ging in 1964 op in fusieclub KSC Hasselt.

## Geschiedenis
In 1908 werd in Hasselt Voetbalkring Vlug en Vrij Hasselt opgericht. De club sloot zich in 1909 aan bij de Belgische Voetbalbond, net als L'Avernir Football Club de Hasselt. Ook het eerder opgerichte Excelsior FC Hasselt was net aangesloten bij de Voetbalbond. De Hasseltse clubs speelden in de regionale reeksen. In 1912 bereikte Avenir Hasselt de nationale bevorderingsreeks, in die tijd de Tweede Klasse, waar men ook stadsgenoot Excelsior aantrof. Avenir kende er echter weinig succes. Men werd er allerlaatste en zakte zo na een jaar weer uit het nationaal voetbal.
Tijdens de Eerste Wereldoorlog gingen in 1916 Vlug en Vrij en L'Avenir samen. De fusieclub kreeg de naam Hasseltsche Voetbalvereeniging en sloot begin 1917 aan bij de Belgische Voetbalbond. De club bleef na de oorlog in de provinciale reeksen spelen. Bij de invoering van de stamnummers in 1926 kreeg men nummer 65.
In 1927 bereikte Hasseltse de nationale bevorderingsreeksen, ondertussen de derde klasse. Daar trof men weer stadsgenoot Excelsior aan, dat al meerdere seizoenen nationaal voetbalde, waaronder verschillende seizoenen in de tweede klasse. Hasseltse VV wist zich een paar seizoenen te handhaven, tot men in 1930 voorlaatste werd en na drie jaar weer degradeerde uit de nationale bevorderingsreeksen.
Een jaar later, in 1931, keerde Hasseltse alweer terug in het nationale voetbal, waar het aantal clubs en reeksen in Tweede en Derde Klasse net was uitgebreid. Hasseltse werd er in zijn eerste seizoen meteen tweede in zijn reeks en bleef het de volgende jaren goed doen. In 1933/34 kreeg Hasseltse VV weer het gezelschap van stadsgenoot Excelsior, dat net was gedegradeerd. Hasseltse VV eindigde dat seizoen als derde, wat men in 1935 herhaalde. In 1936 liep het heel wat minder en men strandde op een laatste plaats. Na vijf jaar zakte de club zo weer naar de provinciale reeksen.
Na de Tweede Wereldoorlog keerde men in 1945 nog eens terug in de nationale bevorderingsreeksen. Een voorlaatste plaats in 1947 betekende na twee seizoen echter weer de degradatie. In 1951 werd de club koninklijk en de naam werd Koninklijke Hasseltse Voetbalvereniging.
Het duurde tot 1955 eer Hasseltse VV weer de nationale bevorderingsreeksen bereikte, ondertussen de Vierde Klasse. Men wist er zich de eerste jaren vlot te handhaven en in 1958 eindigde Hasseltse al als tweede in zijn reeks. Een jaar later kende men nog meer succes. Hasseltse VV won zijn reeks en promoveerde zo in 1959 naar Derde Klasse. De club zette een sterk eerste seizoen in Derde Klasse neer en eindigde er als vierde. Dit resultaat kon men het volgende seizoen niet herhalen, men strandde op een laatste plaats en zakte zo 1961 weer naar Vierde Klasse.
Na de degradatie was Hasseltse weer bij de beteren in Vierde Klasse. In 1962 werd men al vijfde en in 1963 eindigde Hasseltse VV alweer helemaal bovenin. De club promoveerde echter niet, maar omwille van competitiefraude moest men degraderen.
In 1964 ging men dan samen met de andere grote Hasseltse club, Excelsior FC Hasselt, dat bij de Belgische Voetbalbond was aangesloten met stamnummer 37. De fusieclub werd KSC Hasselt, dat met stamnummer 37 verder speelde in Vierde Klasse. Stamnummer 65 werd definitief geschrapt.
Een aantal mensen kon zich niet neerleggen bij het verdwijnen van de club en richtte een nieuwe club op. Die nieuwe club werd Hasselt VV, dat bij de Belgische Voetbalbond aansloot met stamnummer 6803 en in de laagste provinciale reeksen van start ging.

## Resultaten
| Seizoen | Klasse | Klasse | Klasse | Klasse | Klasse | Klasse | Reeks                                     | Punten                                    | Opmerkingen                                             |                                           |                                           |                                           |                                           |                                           |                                           |                                           |                                           |                                           |                                           |
|         | I      | II     | P.II   |        |        |        |                                           |                                           |                                                         |                                           |                                           |                                           |                                           |                                           |                                           |                                           |                                           |                                           |                                           |
| ------- | ------ | ------ | ------ | ------ | ------ | ------ | ----------------------------------------- | ----------------------------------------- | ------------------------------------------------------- | ----------------------------------------- | ----------------------------------------- | ----------------------------------------- | ----------------------------------------- | ----------------------------------------- | ----------------------------------------- | ----------------------------------------- | ----------------------------------------- | ----------------------------------------- | ----------------------------------------- |
| 1919/20 |        |        | 2      |        |        |        | Tweede prov. Limb.                        | 14                                        |                                                         |                                           |                                           |                                           |                                           |                                           |                                           |                                           |                                           |                                           |                                           |
| 1920/21 |        |        | 3      |        |        |        | Tweede prov. Limb.                        | 15                                        |                                                         |                                           |                                           |                                           |                                           |                                           |                                           |                                           |                                           |                                           |                                           |
| 1921/22 |        |        | 1      |        |        |        | Tweede prov. Limb.                        | 13                                        | Twaalfde in eindronde voor promotie met 9 punten        |                                           |                                           |                                           |                                           |                                           |                                           |                                           |                                           |                                           |                                           |
| 1922/23 |        |        | 3      |        |        |        | Tweede prov. Limb.                        | 5                                         |                                                         |                                           |                                           |                                           |                                           |                                           |                                           |                                           |                                           |                                           |                                           |
| 1923/24 |        |        | 3      |        |        |        | Tweede prov. Limb.                        | 10                                        |                                                         |                                           |                                           |                                           |                                           |                                           |                                           |                                           |                                           |                                           |                                           |
| 1924/25 |        |        | ?      |        |        |        | Tweede prov. Limb.                        | ?                                         |                                                         |                                           |                                           |                                           |                                           |                                           |                                           |                                           |                                           |                                           |                                           |
| 1925/26 |        |        | 2      |        |        |        | Tweede prov. Limb.                        | 26                                        |                                                         |                                           |                                           |                                           |                                           |                                           |                                           |                                           |                                           |                                           |                                           |
|         | I      | II     | III    | P.II   | P.III  |        | Vanaf 1926/27 zijn er 3 nationale niveaus | Vanaf 1926/27 zijn er 3 nationale niveaus | Vanaf 1926/27 zijn er 3 nationale niveaus               | Vanaf 1926/27 zijn er 3 nationale niveaus | Vanaf 1926/27 zijn er 3 nationale niveaus | Vanaf 1926/27 zijn er 3 nationale niveaus | Vanaf 1926/27 zijn er 3 nationale niveaus | Vanaf 1926/27 zijn er 3 nationale niveaus | Vanaf 1926/27 zijn er 3 nationale niveaus | Vanaf 1926/27 zijn er 3 nationale niveaus | Vanaf 1926/27 zijn er 3 nationale niveaus | Vanaf 1926/27 zijn er 3 nationale niveaus | Vanaf 1926/27 zijn er 3 nationale niveaus |
| 1926/27 |        |        |        | 1      |        |        | Tweede prov. Limb.                        | 35                                        |                                                         |                                           |                                           |                                           |                                           |                                           |                                           |                                           |                                           |                                           |                                           |
| 1927/28 |        |        | 6      |        |        |        | Bevordering C                             | 28                                        |                                                         |                                           |                                           |                                           |                                           |                                           |                                           |                                           |                                           |                                           |                                           |
| 1928/29 |        |        | 8      |        |        |        | Bevordering C                             | 25                                        |                                                         |                                           |                                           |                                           |                                           |                                           |                                           |                                           |                                           |                                           |                                           |
| 1929/30 |        |        | 13     |        |        |        | Bevordering C                             | 20                                        |                                                         |                                           |                                           |                                           |                                           |                                           |                                           |                                           |                                           |                                           |                                           |
| 1930/31 |        |        |        | 1      |        |        | Tweede prov. Limb.                        | 42                                        | Eerste in eindronde voor promotie met 10 punten         |                                           |                                           |                                           |                                           |                                           |                                           |                                           |                                           |                                           |                                           |
| 1931/32 |        |        | 2      |        |        |        | Bevordering D                             | 34                                        |                                                         |                                           |                                           |                                           |                                           |                                           |                                           |                                           |                                           |                                           |                                           |
| 1932/33 |        |        | 5      |        |        |        | Bevordering D                             | 25                                        |                                                         |                                           |                                           |                                           |                                           |                                           |                                           |                                           |                                           |                                           |                                           |
| 1933/34 |        |        | 3      |        |        |        | Bevordering D                             | 30                                        |                                                         |                                           |                                           |                                           |                                           |                                           |                                           |                                           |                                           |                                           |                                           |
| 1934/35 |        |        | 3      |        |        |        | Bevordering D                             | 31                                        |                                                         |                                           |                                           |                                           |                                           |                                           |                                           |                                           |                                           |                                           |                                           |
| 1935/36 |        |        | 14     |        |        |        | Bevordering C                             | 14                                        |                                                         |                                           |                                           |                                           |                                           |                                           |                                           |                                           |                                           |                                           |                                           |
| 1936/37 |        |        |        | 4      |        |        | Tweede prov. Limb.                        | 29                                        |                                                         |                                           |                                           |                                           |                                           |                                           |                                           |                                           |                                           |                                           |                                           |
| 1937/38 |        |        |        | 5      |        |        | Tweede prov. Limb.                        | 30                                        |                                                         |                                           |                                           |                                           |                                           |                                           |                                           |                                           |                                           |                                           |                                           |
|         | I      | II     | III    | P.I    | P.II   |        |                                           |                                           |                                                         |                                           |                                           |                                           |                                           |                                           |                                           |                                           |                                           |                                           |                                           |
| 1938/39 |        |        |        |        | 3      |        | Tweede prov. Limb.                        | 33                                        |                                                         |                                           |                                           |                                           |                                           |                                           |                                           |                                           |                                           |                                           |                                           |
| 1939/40 |        |        |        |        | 1      |        | Tweede prov. Limb.                        | 10                                        | Competitie stopgezet na speeldag 8 door Wereldoorlog II |                                           |                                           |                                           |                                           |                                           |                                           |                                           |                                           |                                           |                                           |
| 1940/41 |        |        |        |        |        |        |                                           |                                           | Geen competitie door Wereldoorlog II                    |                                           |                                           |                                           |                                           |                                           |                                           |                                           |                                           |                                           |                                           |
| 1941/42 |        |        |        |        | 3      |        | Tweede prov. Limb.                        | 13                                        |                                                         |                                           |                                           |                                           |                                           |                                           |                                           |                                           |                                           |                                           |                                           |
| 1942/43 |        |        |        |        | 4      |        | Tweede prov. Limb.                        | 38                                        |                                                         |                                           |                                           |                                           |                                           |                                           |                                           |                                           |                                           |                                           |                                           |
| 1943/44 |        |        |        |        | 1      |        | Tweede prov. Limb.                        | 42                                        |                                                         |                                           |                                           |                                           |                                           |                                           |                                           |                                           |                                           |                                           |                                           |
| 1944/45 |        |        |        | 7      |        |        | Eerste prov. Limb.                        | 7                                         |                                                         |                                           |                                           |                                           |                                           |                                           |                                           |                                           |                                           |                                           |                                           |
| 1945/46 |        |        | 9      |        |        |        | Bevordering B                             | 37                                        |                                                         |                                           |                                           |                                           |                                           |                                           |                                           |                                           |                                           |                                           |                                           |
| 1946/47 |        |        | 17     |        |        |        | Bevordering A                             | 19                                        |                                                         |                                           |                                           |                                           |                                           |                                           |                                           |                                           |                                           |                                           |                                           |
| 1947/48 |        |        |        |        | 13     |        | Tweede prov. Limb.                        | 27                                        |                                                         |                                           |                                           |                                           |                                           |                                           |                                           |                                           |                                           |                                           |                                           |
| 1948/49 |        |        |        |        | 7      |        | Tweede prov. Limb.                        | 31                                        |                                                         |                                           |                                           |                                           |                                           |                                           |                                           |                                           |                                           |                                           |                                           |
| 1949/50 |        |        |        |        | 11     |        | Tweede prov. Limb.                        | 28                                        |                                                         |                                           |                                           |                                           |                                           |                                           |                                           |                                           |                                           |                                           |                                           |
| 1950/51 |        |        |        |        | 12     |        | Tweede prov. Limb.                        | 22                                        |                                                         |                                           |                                           |                                           |                                           |                                           |                                           |                                           |                                           |                                           |                                           |
| 1951/52 |        |        |        |        | 7      |        | Tweede prov. Limb.                        | 29                                        |                                                         |                                           |                                           |                                           |                                           |                                           |                                           |                                           |                                           |                                           |                                           |
|         | I      | II     | III    | IV     | P.I    | P.II   | Vanaf 1952/53 zijn er 4 nationale niveaus | Vanaf 1952/53 zijn er 4 nationale niveaus | Vanaf 1952/53 zijn er 4 nationale niveaus               | Vanaf 1952/53 zijn er 4 nationale niveaus |                                           |                                           |                                           |                                           |                                           |                                           |                                           |                                           |                                           |
| 1952/53 |        |        |        |        | 3      |        | Eerste prov. Limb.                        | 43                                        |                                                         |                                           |                                           |                                           |                                           |                                           |                                           |                                           |                                           |                                           |                                           |
| 1953/54 |        |        |        |        | 9      |        | Eerste prov. Limb.                        | 28                                        |                                                         |                                           |                                           |                                           |                                           |                                           |                                           |                                           |                                           |                                           |                                           |
| 1954/55 |        |        |        |        | 1      |        | Eerste prov. Limb.                        | 44                                        |                                                         |                                           |                                           |                                           |                                           |                                           |                                           |                                           |                                           |                                           |                                           |
| 1955/56 |        |        |        | 9      |        |        | Vierde klasse D                           | 31                                        |                                                         |                                           |                                           |                                           |                                           |                                           |                                           |                                           |                                           |                                           |                                           |
| 1956/57 |        |        |        | 8      |        |        | Vierde klasse A                           | 31                                        |                                                         |                                           |                                           |                                           |                                           |                                           |                                           |                                           |                                           |                                           |                                           |
| 1957/58 |        |        |        | 2      |        |        | Vierde klasse D                           | 41                                        |                                                         |                                           |                                           |                                           |                                           |                                           |                                           |                                           |                                           |                                           |                                           |
| 1958/59 |        |        |        | 1      |        |        | Vierde klasse D                           | 46                                        |                                                         |                                           |                                           |                                           |                                           |                                           |                                           |                                           |                                           |                                           |                                           |
| 1959/60 |        |        | 4      |        |        |        | Derde klasse A                            | 38                                        |                                                         |                                           |                                           |                                           |                                           |                                           |                                           |                                           |                                           |                                           |                                           |
| 1960/61 |        |        | 16     |        |        |        | Derde klasse B                            | 23                                        |                                                         |                                           |                                           |                                           |                                           |                                           |                                           |                                           |                                           |                                           |                                           |
| 1961/62 |        |        |        | 5      |        |        | Vierde klasse D                           | 34                                        |                                                         |                                           |                                           |                                           |                                           |                                           |                                           |                                           |                                           |                                           |                                           |
| 1962/63 |        |        |        | 1      |        |        | Vierde klasse C                           | 43                                        | Degradatie omwille van competitiefraude                 |                                           |                                           |                                           |                                           |                                           |                                           |                                           |                                           |                                           |                                           |
| 1963/64 |        |        |        |        | 3      |        | Eerste prov. Limb.                        | 35                                        |                                                         |                                           |                                           |                                           |                                           |                                           |                                           |                                           |                                           |                                           |                                           |